# Unsteady
«Unsteady» — песня американской рок-группы X Ambassadors, ставшая третьим синглом с дебютного студийного альбома группы VHS. Сингл был издан 13 октября 2015 года. Ремикс песни «Unsteady (Erich Lee Gravity Remix)» вошёл в саундтрек фильма До встречи с тобой. Видеоклип к песне рассказывает о женатой паре, где супруг страдает от алкоголизма; сцены вражды между мужем и женой перемежаются о счастливыми сценами из их прошлого.

## Чарты и сертификации
| Чарт (2015-16)                               | Наивысшая позиция |
| -------------------------------------------- | ----------------- |
| ARIA                                         | 94                |
| Канада (Billboard Canadian Hot 100)          | 61                |
| Rock (Billboard)                             | 11                |
| США (Billboard Hot 100)                      | 20                |
| США (Billboard Adult Contemporary)           | 12                |
| США (Billboard Adult Pop Airplay)            | 4                 |
| США (Billboard Alternative Airplay)          | 4                 |
| США (Billboard Hot Rock & Alternative Songs) | 2                 |
| США (Billboard Pop Airplay)                  | 10                |
| США (Billboard Rock & Alternative Airplay)   | 6                 |

| Чарт (2016)                    | Позиция |
| ------------------------------ | ------- |
| Billboard Hot 100              | 67      |
| Adult Contemporary (Billboard) | 38      |
| Adult Top 40 (Billboard)       | 9       |

| Регион | Сертификация  | Продажи |
| --- | ------------- | ------- |
| Австралия (ARIA) | Платиновый    | 70 000  |
| Канада (Music Canada) | 5× Платиновый | 400 000 |
| Дания (IFPI Danmark) | Золотой       | 45 000  |
| Италия (FIMI) | Золотой       | 25 000  |
| Великобритания (BPI) | Золотой       | 400 000 |
| США (RIAA) | 5× Платиновый | 717,000 |
| ^ Данные о тиражах приведены только на основе сертификации. · Данные о продажах + прослушиваниях приведены только на основе сертификации. |               |         |